# Momo Asakura
Momo Asakura (麻倉 もも Asakura Momo?,  25 de junio de 1994) es una actriz de voz y cantante japonesa afiliada a Music Ray'n. Hizo su debut como actriz de voz en 2012 en el anime Tonari no Kaibutsu-kun e interpretó su primer papel principal como Ayumi Otosaka en la serie Charlotte de 2015. También es miembro del grupo TrySail, junto con Sora Amamiya y Shiina Natsukawa.

## Filmografía
Los papeles principales están en negrita.

### Anime
| Fecha                   | Título                                                     | Papel                    | Notas       | Ref                |
| ----------------------- | ---------------------------------------------------------- | ------------------------ | ----------- | ------------------ |
| 26 de noviembre de 2012 | Tonari no Kaibutsu-kun                                     | Yumi                     | Ep. 9       | [ 4 ]              |
| 24 de mayo de 2013      | To Aru Kagaku no Railgun S                                 | Minori                   | Ep. 7       | [ 4 ] [ 5 ]        |
| 12 de junio de 2013     | Karneval                                                   | Niña                     | Ep. 11      | [ 4 ]              |
| 1 de agosto de 2013     | Aikatsu!                                                   | Rion                     | Ep. 42      |                    |
| 27 de octubre de 2013   | Walkure Romanze: Shōjo Kishi Monogatari                    | Colegiala C              | Ep. 4       | [ 4 ]              |
| 5 de enero de 2014      | Witchcraft Works                                           | Rin Kazari               |             | [ 4 ] [ 6 ]        |
| 9 de enero de 2014      | Sakura Trick                                               | Sumi Otokawa, student    |             | [ 4 ] [ 7 ] [ 8 ]  |
| 12 de enero de 2014     | Noragami                                                   | Colegiala B              | Ep. 2       | [ 4 ]              |
| 26 de febrero de 2014   | Hamatora: The Animation                                    | Colegiala B              | Ep. 8       | [ 4 ]              |
| 8 de septiembre de 2014 | Seirei Tsukai no Bladedance                                | Vitte                    | Ep. 9       | [ 4 ]              |
| 20 de diciembre de 2014 | Sword Art Online II                                        | Chica de secundaria      | Ep. 24      |                    |
| 9 de mayo de 2015       | Denpa Kyōshi                                               | Ayaka                    | Ep. 6       | [ 4 ] [ 5 ]        |
| 4 de julio de 2015      | Fairy Tail                                                 | Lummy                    |             |                    |
| 4 de julio de 2015–2016 | Charlotte                                                  | Ayumi Otosaka            | También OVA | [ 4 ] [ 9 ] [ 5 ]  |
| 7 de julio de 2015–2017 | Monster Musume                                             | Manako                   | También OVA | [ 4 ] [ 10 ] [ 5 ] |
| 15 de agosto de 2015    | Gate: Jieitai Kano Chi nite, Kaku Tatakaeri                | Aurea                    | Ep. 7       | [ 4 ]              |
| 6 de octubre de 2015    | Hidan no Aria AA                                           | Yuyu Aizawa              |             | [ 4 ]              |
| 7 de abril de 2016      | Kuromukuro                                                 | Koharu Shirahane         |             | [ 4 ]              |
| 9 de abril de 2016–2017 | High School Fleet                                          | Mikan Irako              | También OVA | [ 4 ] [ 5 ]        |
| 1 de octubre de 2016    | WWW.Working!!                                              | Miri Yanagiba            |             | [ 4 ] [ 5 ]        |
| 15 de abril de 2017     | PriPri Chi-chan!!                                          | Yuka Saeki               |             | [ 4 ]              |
| 29 de junio de 2017     | Demi-chan wa Kataritai                                     | Shouko Hasegawa          | Ep. 13      |                    |
| 12 de enero de 2019     | Endro!                                                     | Rona Pricipa O'Lapanesta |             | [ 11 ] [ 5 ]       |
| 12 de enero de 2019     | Kaguya-sama wa Kokurasetai: Tensai-tachi no Ren'ai Zunōsen | Nagisa Kashiwagi         |             | [ 12 ]             |
| julio de 2019           | Araburu Kisetsu no Otome-domo yo                           | Momoko Sudō              |             | [ 13 ]             |
| enero de 2020           | Magia Record                                               | Iroha Tamaki             |             | [ 14 ]             |
| enero de 2020           | Rikei ga Koi ni Ochita no de Shōmei Shite Mita             | Rikekuma                 |             | [ 15 ]             |
| —                       | Idoly Pride                                                | Yū Suzumura              |             | [ 16 ]             |
| 2021                    | Horimiya                                                   | Honoka Sawada            |             |                    |
| agosto de 2021          | Magia Record Season 2                                      | Iroha Tamaki             |             | [ 14 ]             |
| abril de 2022           | Magia Record Final Season                                  | Iroha Tamaki             |             |                    |
| 2022                    | Akebi's Sailor Uniform                                     | Hotaru Hiraiwa           |             |                    |
| 2022                    | Heroines Run the Show                                      | Hina Setoguchi           |             |                    |
| 2022                    | Arknights: Prelude to Dawn                                 | Médica                   |             |                    |

### Películas
| Fecha | Título                                                    | Papel            |
| ----- | --------------------------------------------------------- | ---------------- |
| 2014  | The Idolmaster Movie: Beyond the Brilliant Future!        | Seira Hakozaki   |
| 2015  | Love Live! The School Idol Movie                          | Idol Escolar     |
| 2016  | Zutto Mae Kara Suki Deshita: Kokuhaku Jikkou Iinkai       | Hina Setoguchi   |
| 2016  | Suki ni Naru Sono Shunkan o: Kokuhaku Jikkō Iinkai        | Hina Setoguchi   |
| 2020  | High School Fleet: The Movie                              | Mikan Irako      |
| 2020  | The Island of Giant Insects                               | Miura Mami       |
| 2022  | Kaguya-sama: Love Is War – The First Kiss That Never Ends | Nagisa Kashiwagi |

### Videojuegos
| Fecha | Título                                     | Papel             |
| ----- | ------------------------------------------ | ----------------- |
| 2014  | Girl Friend Beta                           | Yuki Hanafusa     |
| 2013  | The Idolmaster: Million Live!              | Seira Hakozaki    |
| 2014  | The Idolmaster: One For All                | Seira Hakozaki    |
| 2014  | Freedom Wars                               | Anne "Charm" Vito |
| 2015  | School Fanfare                             | Kotone Genshouin  |
| 2017  | The Idolmaster: Million Live! Theater Days | Seira Hakozaki    |
| 2017  | Magia Record                               | Iroha Tamaki      |
| 2018  | Dragalia Lost                              | Daikokuten        |
| 2021  | Idoly Pride                                | Yū Suzumura       |

## Discografía

### Álbumes
| Título          | Detalles del Álbum                                                                                                  | No. de Catálogo | No. de Catálogo                             | Oricon |   |
| Edición Regular | Edición Limitada | Puesto más alto | Semanas en el más visto                     |        |   |
| --------------- | --- | --------------- | ------------------------------------------- | ------ | - |
| Peachy!         | - Lanzamiento: 3 de octubre de 2018 - Etiqueta: Music Ray'n - Formato: CD, CD + DVD, CD + Blu-ray, Descarga Digital | SMCL-565        | SMCL-561/2 (CD+DVD) SMCL-563/4 (CD+Blu-ray) | 6      | 4 |
| Agapanthus      | - Lanzamiento: 8 de abril de 2020 - Etiqueta: Music Ray'n - Formato: CD, CD + DVD, CD + Blu-ray, Descarga Digital   | SMCL-655        | SMCL-650/1 (CD+DVD) SMCL-653/4 (CD+Blu-ray) | 5      | 1 |

### Sencillos
| Fecha de lanzamiento    | Título                                         | No. de Catálogo (Edición Regular) | Oricon | Álbum | Notas      |                                                                            |
| Posición más alta       | Semanas en más oídos                           |                                   |        |       |            |                                                                            |
| ----------------------- | ---------------------------------------------- | --------------------------------- | ------ | ----- | ---------- | -------------------------------------------------------------------------- |
| 2 de noviembre de 2016  | "Ashita wa Kimi to." (明日は君と。?)           | SMCL-456                          | 8      | 7     | Peachy!    | Canción de Inserto para Suki ni Naru Sono Shunkan o: Kokuhaku Jikkō Iinkai |
| 7 de junio de 2017      | "Tokubetsu Ichiban!!" (トクベツいちばん!!?)    | SMCL-485                          | 11     | 4     | Peachy!    | 1er opening de PriPri Chi-chan!!                                           |
| 1 de noviembre de 2017  | "Colorful" (カラフル?)                         | SMCL-517                          | 7      | 3     | Peachy!    | 3er opening de PriPri Chi-chan!!                                           |
| 22 de agosto de 2018    | "Pumpkin Meat Pie" (パンプキン・ミート・パイ?) | SMCL-554                          | 11     | 3     | Peachy!    |                                                                            |
| 13 de febrero de 2019   | "365×LOVE"                                     | SMCL-593                          | 14     | 1     | Agapanthus |                                                                            |
| 22 de mayo de 2019      | "Smash Drop" (スマッシュ・ドロップ?)           | SMCL-602                          | 6      | 1     | Agapanthus | 3rd ending para PazuDora                                                   |
| 4 de septiembre de 2019 | "Yume Cinderella" (ユメシンデレラ?)            | SMCL-616                          | 15     | 1     | Agapanthus | ending para O Maidens in Your Savage Season                                |
| 23 de octubre de 2019   | "Yohaku No Honne" (余白のほんね?)              | SVWC-70441                        | -      | -     |            | 1 er ending para Magia Record: Puella Magi Madoka Magica Gaiden            |